# IPhone 12
De iPhone 12 is een smartphone, ontworpen en op de markt gebracht door Apple. De veertiende generatie iPhone is op 23 oktober 2020 geïntroduceerd, gelijktijdig met de iPhone 12 mini, iPhone 12 Pro en iPhone 12 Pro Max.
De toestellen zijn de opvolger van de iPhone XR en iPhone 11, die respectievelijk in 2018 en 2019 werden geïntroduceerd.

## Beschrijving
De grootste vernieuwingen aan de iPhone-modellen zijn de toevoeging van een oled-scherm, een Magsafe-connector voor het magnetisch verbinden van opladers en accessoires, 4K-beeldresolutie tot 30 fps en een nieuw mini-model. Ook is de iPhone 12-serie de eerste iPhone die 5e generatie mobiele netwerken ging ondersteunen en waarbij Apple geen oplader en oordopjes meer in de verpakking levert.
De iPhone 12 kreeg een ingrijpende verandering aan het uiterlijk sinds de iPhone X. Het chassis heeft platte randen, en schermranden zijn ongeveer een derde smaller geworden dan vorige modellen.
Aan de achterkant is de iPhone 12 voorzien van twee camera's, een groothoekcamera en een ultragroothoekcamera. Beide camera's hebben een resolutie van 12 megapixel. De configuratie van de camera's is vergelijkbaar met de iPhone 11 en zijn in staat om 4K-video op te nemen.
De iPhone-modellen werden verkrijgbaar in zes kleuren; zwart, wit, Product Red, groen, blauw en paars, en werden geleverd met het besturingssysteem iOS 14. De Pro-modellen kwamen in de kleuren zilver, grafiet, goud, zwart en Pacific-blauw.
Doordat de onderdelen van de iPhone 12 zijn gekoppeld aan het moederbord, krijgt de gebruiker een melding wanneer onderdelen zoals het beeldscherm, de batterij of camera zijn vervangen door een reparatiewinkel.

## Problemen
In september 2023 werd door de Franse toezichthouder ANFR, alle versies van de iPhone 12 uit de winkels gehaald en werd Apple tot actie gemaand, omdat was geconstateerd dat de blootstellingslimiet betreft elektromagnetische straling hoger bleek te zijn dan in Europa is toegestaan. De Franse toezichthouder gaf Apple twee weken de tijd het probleem op te lossen anders moest het bedrijf de verkochte iPhones terugroepen. Apple gaf aan dat de telefoon aan alle wettelijke eisen voldeed maar de telefoon uit de handel te gaan halen.
Voor klanten in Frankrijk bracht Apple een software-update uit die de straling van de smartphone omlaag moest krijgen. In Nederland en België bleef het toestel nog verkrijgbaar. Volgens de Nederlandse Rijksdienst voor Digitale Infrastructuur (RDI) is er geen sprake van een acuut veiligheidsrisico. Eind september 2023 was de iPhone 12, direct na het uitkomen van de iPhone 15, niet langer verkrijgbaar via Apple.

## Technische gegevens
| Specificaties      | iPhone 12                                                                     | 12 mini                                                                       | 12 Pro                                                                        | 12 Pro Max                                                                    |
| ------------------ | ----------------------------------------------------------------------------- | ----------------------------------------------------------------------------- | ----------------------------------------------------------------------------- | ----------------------------------------------------------------------------- |
| SoC                | Apple A14 Bionic                                                              | Apple A14 Bionic                                                              | Apple A14 Bionic                                                              | Apple A14 Bionic                                                              |
| Processor          | 2 performance‑ (3,1 GHz) en 4 efficiency-cores (1,8 GHz)                      | 2 performance‑ (3,1 GHz) en 4 efficiency-cores (1,8 GHz)                      | 2 performance‑ (3,1 GHz) en 4 efficiency-cores (1,8 GHz)                      | 2 performance‑ (3,1 GHz) en 4 efficiency-cores (1,8 GHz)                      |
| Geheugen           | 4 GB                                                                          | 4 GB                                                                          | 6 GB                                                                          | 6 GB                                                                          |
| Opslag             | 64, 128 of 256 GB                                                             | 64, 128 of 256 GB                                                             | 128, 256 of 512 GB                                                            | 128, 256 of 512 GB                                                            |
| Scherm             | Diagonaal 15,5 cm                                                             | 13,7 cm                                                                       | 15,5 cm                                                                       | 17 cm                                                                         |
| Beeldresolutie     | 2532×1170 pixels                                                              | 2340×1080 px                                                                  | 2532×1170 px                                                                  | 2778×1284 px                                                                  |
| Besturingssysteem  | iOS 14 (voorgeïnstalleerd) en nieuwer                                         | iOS 14 (voorgeïnstalleerd) en nieuwer                                         | iOS 14 (voorgeïnstalleerd) en nieuwer                                         | iOS 14 (voorgeïnstalleerd) en nieuwer                                         |
| Verbindingen       | Met de computer via een Lightning-dockconnector, Wifi 6, Bluetooth 5.0        | Met de computer via een Lightning-dockconnector, Wifi 6, Bluetooth 5.0        | Met de computer via een Lightning-dockconnector, Wifi 6, Bluetooth 5.0        | Met de computer via een Lightning-dockconnector, Wifi 6, Bluetooth 5.0        |
| Netwerken          | 2G, 3G, 4G en 5G                                                              | 2G, 3G, 4G en 5G                                                              | 2G, 3G, 4G en 5G                                                              | 2G, 3G, 4G en 5G                                                              |
| Batterij           | Oplaadbare lithium-ion-polymeeraccu met ondersteuning voor draadloos opladen. | Oplaadbare lithium-ion-polymeeraccu met ondersteuning voor draadloos opladen. | Oplaadbare lithium-ion-polymeeraccu met ondersteuning voor draadloos opladen. | Oplaadbare lithium-ion-polymeeraccu met ondersteuning voor draadloos opladen. |
| Capaciteit         | 2815 mAh                                                                      | 2227 mAh                                                                      | 2815 mAh                                                                      | 3687 mAh                                                                      |
| Camera             | Achter: 2× 12 MP, voor: 12 MP resolutie: 4000×3000 pixels                     | Achter: 2× 12 MP, voor: 12 MP resolutie: 4000×3000 pixels                     | Achter: 3× 12 MP, voor: 12 MP resolutie: 4000×3000 pixels                     | Achter: 3× 12 MP, voor: 12 MP resolutie: 4000×3000 pixels                     |
| Kleur              | Product Red, zwart, wit, blauw, paars, groen                                  | Product Red, zwart, wit, blauw, paars, groen                                  | Zilver, grafiet, goud, Pacific-blauw                                          | Zilver, grafiet, goud, Pacific-blauw                                          |
| Grootte            | 146,7 × 71,5 × 7,4 mm                                                         | 131,5 × 64,2 × 7,4                                                            | 146,7 × 71,5 × 7,65                                                           | 160,8 × 78,1 × 7,65                                                           |
| Gewicht            | 162 gram                                                                      | 133 g                                                                         | 189 g                                                                         | 228 g                                                                         |
| Bestendigheidsnorm | IP68, tot 6 meter gedurende 30 minuten                                        | IP68, tot 6 meter gedurende 30 minuten                                        | IP68, tot 6 meter gedurende 30 minuten                                        | IP68, tot 6 meter gedurende 30 minuten                                        |